# 韋恩縣 (內布拉斯加州)
韋恩縣（英語：Wayne County）是美國內布拉斯加州東北部的一個縣。面積1,149平方公里，人口9,851 (美國2000年人口普查)。首府韋恩。